# ISO 31-0
ISO 31-0 es la parte introductoria del estándar internacional ISO 31 sobre cantidades y unidades. Proporciona pautas para el uso de cantidades físicas, signos cantidades y unidades y sistemas de unidades coherentes, especialmente el SI. Se desarrolló para su uso en todos los campos de ciencia y tecnología y se complementa con convenciones más especializadas definidas en otras partes del estándar ISO 31. La ISO 31-0 se retiró el 17 de noviembre de 2009. Fue reemplazada por la ISO 80000-1. Otras partes de ISO 31 también se han retirado y reemplazado por fragmentos de ISO 80000.

## Alcance
La ISO 31 cubre cantidades físicas utilizadas para la descripción cuantitativa de fenómenos físicos. La presentación aquí es un resumen de algunas de las pautas detalladas y ejemplos proporcionados en ella.

## Cantidades y unidades
Las cantidades físicas se pueden agrupar en categorías comparables entre sí. Por ejemplo, la longitud, el ancho, el diámetro y la longitud de onda están todos en la misma categoría, es decir, todas son cantidades del mismo tipo. Se puede elegir un ejemplo particular como cantidad de referencia, llamada unidad, y luego todas las demás cantidades en la misma categoría se pueden expresar en términos de esta unidad, multiplicada por un número llamado valor numérico. Por ejemplo, si escribimos
la longitud de onda es λ = 6,982 × 10−7 m
entonces «λ» es el símbolo de la cantidad física (longitud de onda), «m» es el símbolo de la unidad (metro) y «6,982 × 10−7» es el valor numérico de la longitud de onda en metros.
De manera más general, podemos escribir
A = {A} ⋅ [A]
donde A es el símbolo de la cantidad, {A} simboliza el valor numérico de A y [A] representa la unidad correspondiente en la que A se expresa aquí. Tanto el valor numérico como el símbolo de la unidad son factores y su producto es la cantidad. Una cantidad en sí misma no tiene ninguna unidad o valor numérico particular inherente; como ocurre con cualquier producto, existen muchas combinaciones diferentes de valor numérico y unidad que conducen a la misma cantidad (por ejemplo, A = 300 ⋅ m = 0,3 ⋅ km = etc.). Esta ambigüedad hace que las notaciones {A} y [A] sean inútiles, a menos que se utilicen juntas.
El valor de una cantidad es independiente de la unidad elegida para representarla. Debe distinguirse del valor numérico de la cantidad que se produce cuando la cantidad se expresa en una unidad particular. La notación anterior, acotada entre llaves, podría ampliarse con un índice de símbolo de unidad para aclarar esta dependencia, como en {λ}m = 6,982 × 10−7 o equivalentemente {λ}nm = 698,2. En la práctica, cuando es necesario hacer referencia al valor numérico de una cantidad expresada en una unidad particular, es más conveniente simplemente dividir la cantidad entre esa unidad, como en
λ /m = 6,982 × 10−7
o su equivalente
λ /nm = 698,2.
Esto es particularmente útil y ampliamente utilizado para etiquetar los ejes de gráficos o los encabezados de las columnas de una tabla, donde repetir la unidad después de cada valor numérico puede resultar tipográficamente tedioso.

## Convenciones tipográficas

### Símbolos para cantidades
- Las cantidades generalmente se representan mediante un símbolo formado por letras individuales del alfabeto latino o griego.
- Los símbolos de cantidades están escritos en cursiva, independientemente del tipo utilizado en el resto del texto.
- Si en un texto se usan diferentes cantidades con el mismo símbolo de letra, se pueden distinguir mediante subíndices.
- Un subíndice solo se establece en cursiva si consta de un símbolo para una cantidad o una variable. Otros subíndices están escritos en letra vertical (redondilla). Por ejemplo, se escribe Vn para un «volumen nominal» (donde «n» es solo una abreviatura de la palabra «nominal»), pero Vn, si n es un número de índice continuo.

### Nombres y símbolos de unidades
- Si existe un símbolo estandarizado internacionalmente para una unidad, sólo se debe utilizar ese símbolo. Consulta los artículos del SI para obtener la lista de símbolos estándar definidos por el Sistema Internacional de Unidades. La distinción entre letras mayúsculas y minúsculas es importante para los símbolos de unidades del SI. Por ejemplo, «k» es el prefijo kilo y «K» representa la unidad kelvin. Los símbolos de todas las unidades del SI que llevan nombres de una persona, o un lugar, comienzan con mayúscula, al igual que los símbolos de todos los prefijos de mega en adelante. Todos los demás símbolos están en minúsculas; la única excepción es el litro, donde se permiten tanto «l» como «L».[1]
- Los símbolos de las unidades deben imprimirse en tipo de letra vertical (redondilla).

### Números
Véase la sección 3.3 de texto Estándar.
- Los números deben imprimirse en letra vertical (redondilla).
- ISO 31-0 (tras la Enmienda 2) especifica que «el separador decimal es la coma. Esto sigue la resolución 10[2] de la 22.ª CGPM de 2003.[3]

Por ejemplo, uno dividido por dos (la mitad) se escribe como 0,5.
- Los números formados por largas secuencias de dígitos se pueden hacer más legibles separándolos en grupos, preferiblemente grupos de tres, separados por un pequeño espacio. Por este motivo, la norma ISO 31-0 especifica que dichos grupos de dígitos nunca deben estar separados por comas ni puntos, ya que están reservados para su uso como separador decimal.[4]

Por ejemplo, un millón se debe escribir como 1 000 000.
- Para números cuya magnitud es menor que 1, el signo decimal debe ir precedido de un cero.
- El signo de multiplicación es una cruz o un punto de media altura.

### Expresiones
- Los símbolos de unidad siguen al valor numérico en la expresión de una cantidad.
- El valor numérico y el símbolo de unidad están separados por un espacio. Esta regla también se aplica al símbolo «°C» para grados Celsius, como en «25 °C» y al signo de porcentaje, como en «10 %». Las únicas excepciones son los símbolos de las unidades de ángulo plano: grado, minuto de arco y segundo de arco, que siguen al valor numérico sin espacio entre ellos (por ejemplo, «30°»).
- Cuando se suman o restan cantidades, se pueden utilizar paréntesis para distribuir un símbolo de unidad entre varios valores numéricos, como en

T = 25 °C − 3 °C = (25 − 3) °C
P = 100 kW ± 5 kW = (100 ± 5) kW
(pero no: 100 ± 5 kW)
re = 12 × (1 ± 10− 4 ) m
- Los productos se pueden escribir como ab, a b, a⋅b o a×b. El signo para multiplicar números es una cruz (×) o un punto de media altura (⋅). La cruz debe usarse obligatoriamente junto a los números si se usa un punto en la línea como separador decimal, para evitar confusión entre un punto decimal y un punto de multiplicación.
- La división se puede escribir como {\displaystyle {\frac {a}{b}}}, a/b o escribiendo el producto de a y b−1, por ejemplo a⋅b−1. El numerador o el denominador pueden ser productos o cocientes, pero en este caso, un óbelo (/) no debe ir seguido de un signo de multiplicación o de división en la misma línea, a menos que se utilicen paréntesis para evitar ambigüedades.

### Signos y símbolos matemáticos
Se puede encontrar una lista completa de notaciones y símbolos matemáticos estandarizados internacionalmente en ISO 31-11.